# Phare du cap du Saint-Esprit
Le phare du cap du Saint-Esprit (en espagnol : Faro Cabo Espíritu Santo) est un phare actif situé sur le Cap du Saint-Esprit, (Province de Terre de Feu), dans la Région de Magallanes et de l'Antarctique chilien au Chili.
Il est géré par le Service hydrographique et océanographique de la marine chilienne dépendant de la Marine chilienne.

## Histoire
Le premier phare, en fibre de verre, a été mis en service en 1968 au cap du Saint-Esprit, sur la côte nord-orientale de la Grande île de la Terre de Feu à l'embouchure atlantique du détroit de Magellan. 
Il a été remplacé, en 1997, par une tour métallique, à proximité de la maison de gardien.

## Description
Le phare actuel est une tour cylindrique métallique, avec une galerie et une lanterne de 8 m de haut. La tour est peinte en blanc avec une bande rouge sous la galerie et le dôme de la lanterne est rouge. Il émet, à une hauteur focale de 70 m, un éclat blanc par période de 15 secondes. Sa portée est de 23 milles nautiques (environ 42.5 km).
- Identifiant : ARLHS : CHI-007 - Amirauté : G1404 - NGA : 110-20368 .

### Lien connexe
- Liste des phares du Chili